# Firudin bəy Vəzirov

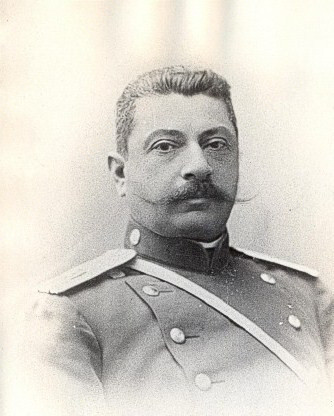
Firudin bəy Vəzirov

Firudin bəy Camal oğlu Vəzirov (eingedeutscht Firudin bej Wäsirow; * 1850 in Tiflis, Gouvernement Tiflis, Russisches Kaiserreich; † 30. Juli 1925 in Baku, Aserbaidschanische Sozialistische Sowjetrepublik, UdSSR) ein Generalmajor der Kaiserlich Russischen Armee und einer der Staatsmänner der Demokratischen Republik Aserbaidschan.

## Werdegang
Vəzirov war in eine aserbaidschanische Adelsfamilie auf Tiflis hineingeboren. Seine allgemeine Schulausbildung erwarb er im Klassischen Gymnasium von Tiflis (ab 1924 Männergymnasium von Tiflis).
Die militärische Laufbahn begann Vəzirov 1868 als Unteroffizier in der 7. Kaiserlichen Kavalleriedivision in Weißrussland. 1870 schloss er eine Kavallerieschule in Jelisawetgrad (heute Kropywnyzkyj, Ukraine) ab. Noch im selben Jahr wurde er zum Kornett. 1876 stieg er zum Rittmeister auf. 1878 wurde Vəzirov im Rang eines Hauptmanns ins 15. Dragonerregiment der Kaukasischen Kavalleriedivision nach Twer beordert.
Im Mai 1882 wurde Major Vəzirov Mitglied des Kaukasischen Militärbezirksgerichts. Zwei Jahre später wurde er zum Oberstleutnant befördert. In den folgenden 12 Jahren befehligte er ein Geschwader. Im Oktober 1890 setzte er seinen Einsatz per kaiserlichen Erlass im 28. Nowgoroder Dragonerregiment der 10. Kavalleriedivision. Für besondere Verdienste rückte Vəzirov 1897 zum Oberst auf.
Am 28. Januar 1900 wurde Vəzirov zum Befehlshaber des 10. Nowotroitsker Dragonerregiments der 4. Kavalleriedivision des 6. Armeekorps in Białystok berufen. Mit zeitgleicher Beförderung zum Generalmajor ging Vəzirov im April 1906 in den Ruhestand. Daraufhin zog er nach Tiflis und lebte dort bis zur Gründung der Demokratischen Republik Aserbaidschan (DRA)
Anfang 1919 lud Səməd bəy Mehmandarov, Kriegsminister der DRA, Vəzirov nach Baku ein. Per Erlass von Mehmandarov vom 7. August 1919 wurde Vəzirov zum Kommandanten von Baku ernannt, wobei er vorübergehend den Posten des Garnisonschefs innehatte.
Nach der Machtergreifung der Bolschewiki in Aserbaidschan Ende April 1920 wurde Vəzirov entlassen. Im Juni 1921 wurde er der Beteiligung am antisowjetischen Aufstand von Gəncə beschuldigt und festgenommen. Bei der Vernehmung durch Tscheka wies Vəzirov alle Anschuldigungen von sich. Erst nach der Einmischung von Nəriman Nərimanov wurde er freigesprochen.
Vəzirov starb 1925 im Alter von 75 Jahren in Baku.

## Auszeichnungen
Während der Laufbahn wurde Vəzirov mehrfach ausgezeichnet, unter anderem mit dem St. Stanislaus Orden der 2. und 3. Klasse, dem Orden der Heiligen Anna der 2. und 3. Klasse sowie mit dem Orden des Heiligen Wladimir der 3. und 4. Klasse.